# シャイア・オブ・ペパーミント・グローブ
シャイア・オブ・ペパーミント・グローブ (Shire of Peppermint Grove) は、オーストラリア西オーストラリア州の州都パース西部大都市圏 (western metropolitan Perth) のモスマン・パークとクレアモントの間、パースの中心業務地区 (CBD) から12kmほど南西に位置する、小規模な地方行政区。領域の面積が1.1平方キロメートル (0.42 sq mi)であるシャイア・オブ・ペパーミント・グローブは、オーストラリアで最も小さな地方行政区である。

## 歴史
1895年、ペパーミント・グローブペパーミント・グローブ・ロード・ディストリクト (Peppermint Grove Road District) の設置が官報告示された。1961年7月1日には、1960年地方政府法 (Local Government Act 1960) に基づいて、シャイア (shire) になった。
このシャイアは、当時のパースとフリーマントルを結ぶ道路（後のスターリング・ハイウェイ）に沿った場所にあり、かつてはこの道路を維持するために外部からの支援を受けていた。

## 市議会と行政区
この街には、7人の市議会議員がおり、領域を細分化した行政区ないし選挙区は設けられていない。

## サバーブ
シャイア・オブ・ペパーミント・グローブには、サバーブがひとつしかない。
- ペパーミント・グローブ（英語版）

## 人口
| 年     | 人口    |
| ------ | ------- |
| 1911年 | 1,043人 |
| 1921年 | 1,110人 |
| 1933年 | 1,428人 |
| 1947年 | 1,474人 |
| 1954年 | 1,468人 |
| 1961年 | 1,502人 |
| 1966年 | 1,602人 |
| 1971年 | 1,511人 |
| 1976年 | 1,587人 |
| 1981年 | 1,540人 |
| 1986年 | 1,243人 |
| 1991年 | 1,453人 |
| 1996年 | 1,592人 |
| 2001年 | 1,527人 |
| 2006年 | 1,580人 |
| 2011年 | 1,528人 |